# Saber Khalifa
Saber Khalifa (Gabès, Túnez, 14 de octubre de 1986) es un exfutbolista tunecino que jugaba como delantero en el Club Africain del Championnat de Ligue Profesionelle 1 hasta el 2023.

## Carrera
Sus inicios fueron en un modesto club de Túnez, el Stade Gabésien. En su temporada debut, 2005-06, anota 15 goles en 29 partidos, lo que llama la atención de clubes más grandes de Túnez para hacerse con sus servicios.

### Espérance Sportive
A mediados de 2006 el club Espérance, el más ganador del campeonato tunecino lo ficha como una joven promesa y un proyecto a futuro. Los primeros años no es tenido en cuenta por lo que en agosto de 2008 es cedido a un club menor, el CS Hammam-Lif.
En el CS Hammam-Lif tuvo buenas actuaciones, donde hubo un partido que marcó su carrera. El 8 de abril de 2010 se enfrentó al equipo dueño de su pase. El Espérance jugaba como local, donde sus hinchas vieron como a los 10 minutos Khalifa marcaba el 0-1 para el modesto equipo visitante, pero no sería todo, ya que al terminar el primer tiempo el Hammam ganaba 0-3. El resultado causó la furia de la hinchada local la cual provocó serios incidentes. En los pasillos del estadio, Khalifa fue agredido por un líder del Espérance, Riadh Bennour, que a la postre sería sancionado, además de ser apuntado como traidor por la hinchada del Espérance. Así y todo se jugó el segundo tiempo del partido, donde el equipo local logró empatar el encuentro en el minuto 91.
Al terminar su préstamo en el CS Hammam-Lif, fue muy reacio a volver al Espérance, debido al enfrentamiento con la hinchada, incluso llegando a ausentarse de entrenamientos, lo que debilitó aún más la relación e imposibilitó un eventual traspaso a otro equipo. Khalifa no jugaba hasta que un día el equipo se vio en la necesidad de utilizarlo ya que contaba con muchos jugadores lesionados.

### Evian TG
Por su parte, el Évian Thonon Gaillard FC, club que se interesa de cerca por los campeonatos considerados como menos importantes (como el campeonato tunecino) para encontrar allí a jugadores buenos a precio conveniente, se fija en Khalifa. Así es como, el 6 de enero de 2011, Khalifa firma en el Évian, club con cual ya tenía contactos desde 2010 cuando éste evolucionaba en el torneo de Túnez. Sin embargo su llegada a Francia es retrasada por problemas de visado y es forzado a regresar a su país hasta junio. Siempre resistido en Túnez (donde los dirigentes estaban furiosos con la firma en Évian), es prestado al club libio de Al-Ahly Benghazi por algunos meses. En el mismo momento, la guerra civil libia estalla y Khalifa juega sólo dos partidos con su nuevo club antes de ser finalmente repatriado a Túnez dos días antes del bombardeo de Bengazi. Resignado a no jugar más con el Espérance, no juega casi más al fútbol durante cinco meses, entrenándose con sus antiguos equipos (CS Hammam-Lif y Stade Gabésien ) de febrero a junio, antes de arribar a La Alta Saboya. Se une a los entrenamientos del Évian el 3 de julio de 2011 y el 14 de agosto de 2011 debuta frente al OGC Niza.
En su primera temporada en Francia Khalifa jugó 31 partidos y anotó 4 goles, donde el Évian terminó en la 9.ª posición de la tabla.
Su segunda temporada fue mejor, jugó 25 partidos y anotó 13 goles, uno de ellos sin duda memorable. El 12 de mayo de 2013 anotó un gol desde 60 metros frente al OGC Niza. Este gol le valió el premio al gol del año según la UNFP (Union Nationale des Footballeurs professionnels) y fue reconocido en la ceremonia realizada el 19 de mayo de 2013. En esta temporada el equipo no tuvo una buena actuación en la liga terminando en la 16.ª posición, salvándose del descenso en la última fecha. En contraste, su participación en la Copa de Francia 2012-13 fue mucho mejor, donde alcanzaron la final y cayeron 3-2 frente al Bordeaux.
Al finalizar la temporada, varios clubes pusieron los ojos sobre Khalifa, pero fue finalmente fue el Olympique de Marsella él que lo fichó a cambio de 2,5 millones de euros y el préstamo del jugador Modou Sougou.

### Olympique de Marsella
En su presentación en Marsella aclaró que su apellido es Khalifa y no Khlifa como había sido conocido en Francia. Debutó oficialmente en la 3.ª jornada de la Liga de Francia 2013-14 frente al Valenciennes Football Club, donde jugó 11 minutos. A lo largo de la temporada jugó 36 partidos, anotó 1 gol y realizó 1 asistencia.

## Selección nacional
Debutó con la selección de fútbol de Túnez frente a Botsuana el 17 de noviembre de 2010 en un partido válido por la clasificación a la Copa Africana de Naciones 2012.
Formó parte del plantel que disputó la Copa Africana de Naciones 2012, donde llegaron hasta cuartos de final y cayeron ante Ghana en el alargue. El partido terminó 2-1, el autor del gol tunecino fue Khalifa.
En la Copa Africana de Naciones 2013 la suerte fue diferente, no pudieron superar la fase de grupos, donde le ganaron a Argelia, perdieron con Costa de Marfil y empataron ante Togo. Terminaron eliminados por diferencia de goles. Saber Khalifa disputó los 3 partidos y no anotó goles.
En la clasificación al Mundial del 2014, Túnez ganó su grupo, pero en la 3.ª ronda y final no pudo superar a Camerún, que finalmente obtuvo los pasajes al Mundial Brasil 2014. En esa clasificatoria Khalifa jugó 6 partidos y no anotó goles.
Khalifa disputó un partido en la Copa Mundial de Fútbol de 2018, ingresando en el segundo tiempo en la derrota de Túnez por 2 a 1 frente a Inglaterra.

## Clubes
| Club                        | País                   | Año       |
| --------------------------- | ---------------------- | --------- |
| Stade Gabésien              | Túnez                  | 2005-2006 |
| Espérance de Tunis          | Túnez                  | 2006-2008 |
| CS Hammam-Lif               | Túnez                  | 2008-2010 |
| Espérance de Tunis          | Túnez                  | 2010-2011 |
| Al-Ahly Benghazi            | Libia                  | 2011      |
| Évian Thonon Gaillard F. C. | Francia                | 2011-2013 |
| Olympique de Marsella       | Francia                | 2013-2016 |
| Club Africain               | Túnez                  | 2014-2019 |
| Al-Kuwait S. C. (cedido)    | Kuwait                 | 2018-2019 |
| Emirates Club               | Emiratos Árabes Unidos | 2019      |
| Club Africain               | Túnez                  | 2020-2023 |